# چرنا موگیلا (استان بورگاس)
چرنا موگیلا (به بلغاری: Cherna Mogila) یک منطقهٔ مسکونی در بلغارستان است که در آیتوس واقع شده‌است.